# カラーパープル
『カラーパープル』（The Color Purple）は、アリス・ウォーカーのピューリッツァー賞を受賞した1982年の小説である。日本語訳は集英社より刊行されている。後に映画化・舞台化された。

## 概要
一組の黒人姉妹の波乱に満ちた40年を描いた重厚な人間ドラマである。

## 映像化
この作品はスティーヴン・スピルバーグ監督により1985年に映画化された。また、2005年にはブロードウェイでミュージカル化された。2023年にそのミュージカルを基にリメイク映画が製作された。